# اچ‌ام‌ای‌اس کویکماچ (جی۹۲)
اچ‌ام‌ای‌اس کویکماچ (جی۹۲) (به انگلیسی: HMAS Quickmatch (G92)) یک کشتی بود که طول آن ۳۵۸ فوت ۳ اینچ (۱۰۹٫۱۹ متر) بود. این کشتی در سال ۱۹۴۲ ساخته شد.